# Henri Lasserre
Joseph-Henri Lasserre de Monzie (25 de febrero de 1828, Carlux - 22 de julio de 1900, Coux et Bigarogue) fue un periodista y escritor francés.

## Biografía
Es hijo de Jean Baptiste Lasserre de Monzie, médico cirujano de la marina militar que participó en la batalla de Trafalgar el 21 de octubre de 1805, en el barco Berwick. Después de estudiar derecho en París, Henri Lasserre abandonó la carrera de abogado que había previsto para el periodismo. Panfletista y decididamente polemista, colabora en periódicos como Le Pays, Le Monde, Le Réveil, L'Ami de la Religion y la Revue du Monde catholique. Evoluciona en medio de un círculo de amigos, donde conoce a Ernest Hello, el conde Dubosc de Pesquidoux, Barbey d'Aurevilly, Alexandre Dumas, etc. Católico convencido y comprometido, se enfrentó con Ernest Renan, luego con Émile Zola.
Su vida da un vuelco, luego de la repentina recuperación de una ceguera evolutiva e irremediable que el 10 de octubre de 1862, curación atribuida al agua milagrosa de Lourdes, que su amigo Charles de Freycinet pidió enviar al sacerdote de Lourdes. Tras varias peregrinaciones a Lourdes y a petición del padre Peyramale, párroco de Lourdes, escribió la historia de las apariciones de Lourdes cuando la Virgen se apareció a Bernadette Soubirous en 1858, basándose en los testimonios de los diversos actores reunidos y debidamente interrogados. Su obra " Notre-Dame de Lourdes  ", publicada en 1868, es un éxito rotundo: con más de 200 ediciones, la obra está traducida a cuarenta idiomas, celebrada por los obispos franceses y el propio Papa Pío IX dirige al autor una breve reseña apostólica, el 4 de septiembre de 1869, para felicitarlo. El resto de su obra y de su vida la dedica casi exclusivamente a Lourdes, relatando milagros, testimonios, etc.
Publicó una traducción de los Evangelios en 1887, que se incluyó en el Index ( Index Librorum Prohibitorum ), porque se consideró demasiado modernista. Aunque le dedicó doce años de su vida, el escritor se somete. Para justificarse frente a sus detractores, escribió Légitime Defense, carta a su grandeza Monseñor Perraud, obispo de Autun, 1890.
Luego publicó La vida cristiana en la mitad del mundo, basada en los escritos de la princesa Carolyne de Sayn-Wittgenstein y la correspondencia que había intercambiado con ella durante varios años.
Su última lucha es, financiándolas en parte, para completar las obras de construcción de la nueva iglesia parroquial de Lourdes emprendidas por el abad Peyramale, párroco de las Apariciones, y abandonada durante veinte años tras la muerte de este último. Sus últimos trabajos están dedicados a él: La iglesia inacabada de M gr Peyramale, 1896, y El Cura de Lourdes, M gr Peyramale, 1897. Él es un benefactor de los santuarios y de la ciudad. Así que le dieron su nombre a una calle de Lourdes.
El murió en 22 de julio de 1900 en la propiedad familiar en Coux-et-Bigaroque donde ha vivido durante un cuarto de siglo en la Dordoña.
El trabajo del teólogo René Laurentin sobre las apariciones marianas en Lourdes se basó en las obras y archivos dejados por Henri Lasserre.

## Obras
- Opinión y Golpe de Estado, 1851.
- El Espíritu y la Carne, 1859.
- El ciego y su compañero, 1860.
- Prusia y los Tratados de Viena, 1860.
- Serpientes y sofistas, 1861.
- Polonia y la catolicidad, 1861.
- Las serpientes, 1863.
- El Evangelio según Renan, 1863.
- Los malditos, 1864.
- El autor de los malditos, 1864.
- Las epopeyas francesas, 1866.
- El Decimotercer Apóstol, seguido del regreso de Elba, 1866.
- Los dos Hugo: pasado y presente, 1867.
- M. Renan, revisado y corregido, 1868.
- Nuestra Señora de Lourdes, 1869.
- Las curaciones milagrosas de Nuestra Señora de Lourdes, 1870
- Las apariciones y curaciones milagrosas de Notre-Darne de Lourdes (pequeño resumen de Notre-Dame de Lourdes), 1872.
- Les Étrennes, 1872.
- Mes de María de Nuestra Señora de Lourdes, 1872.
- Las Apariciones de la Virgen, 1873.
- Sobre la reforma y la organización del sufragio universal, 1873.
- El milagro del 16 de septiembre de 1877-1878.
- Bernadette, hermana Marie-Bernard, 1879.
- El milagro de la Asunción, 1882.
- Los episodios milagrosos de Nuestra Señora de Lourdes, 1883.
- El carpintero de Lavaur, 1886.
- Los Santos Evangelios, nueva traducción, 1887.
- Defensa propia, carta a su grandeza Monseñor Perraud, obispo de Autun, 1890
- Nuevo Mes de María de Nuestra Señora de Lourdes, 1892.
- Vida cristiana en medio del mundo, 1895.
- La iglesia inacabada de M gr Peyramale 1896.
- La cura de Lourdes, M gr Peyramale 1897.
- El Conde Dubosc de Pesquidoux, 1900.